# Codex Alimentarius
De Codex Alimentarius (Latijn voor "voedselboek") is een verzameling standaarden en richtlijnen met betrekking tot voedsel, productie van levensmiddelen en voedselveiligheid. De teksten van de Codex worden opgesteld door de Codex Alimentarius Commission.

## Geschiedenis
Na de Tweede Wereldoorlog ontstond, door de toegenomen internationale handel in voedingsmiddelen, een behoefte aan internationale afspraken op het gebied van regelgeving naast de nationale en regionale regelgeving.
In 1961 werd de Codex Alimentarius Commision opgericht door de Verenigde Naties als een intergouvernementele organisatie die zowel onder de verantwoordelijkheid van de Voedsel- en Landbouworganisatie (FAO), als de Wereldgezondheidsorganisatie (WHO) valt.
De FAO en de WHO verzochten de Codex Alimentarius Commision een gezamenlijk FAO/WHO voedselstandaardprogramma op te richten ter vorming van de Codex Alimentarius in 1962.

## Doel
Het hoofddoelen van de Codex Alimentarius zijn:
- Het beschermen van de gezondheid van consumenten
- Het verzekeren van eerlijke handelspraktijken in de voedselhandel
- Het bevorderen van harmonisering van alle voedselstandaarden, die opgesteld worden door internationale organisaties

## Invloed
De Codex Alimentarius Commission stelt standaarden en richtlijnen op voor alle vormen van voeding; consumentenproducten, halfproducten en grondstoffen. De meeste aandacht is er voor voedsel dat aan consumenten verkocht wordt. Naast normen voor specifiek voedsel, bevat de Codex Alimentarius algemene normen voor zaken als voedseletikettering, voedselhygiëne, additieven voor levensmiddelen, grenswaarden voor pesticiden en procedures om de veiligheid van voedselverwerking te beoordelen. Het bevat ook richtlijnen voor officiële import- en exportcontroles en certificatiesystemen voor voedsel.
De Codex Alimentarius Commission wordt door de Wereldhandelsorganisatie gezien als de internationale autoriteit op het gebied van voedselveiligheid en consumentenbescherming.
De Codex Alimentarius wordt gepubliceerd in Arabisch, Chinees, Engels, Frans en Spaans. Niet alle teksten zijn beschikbaar in al deze talen.

### Consequenties voor Europese en nationale wetgeving
Er wordt soms beweerd dat de Codex Alimentarius een napoleontische wet is, wat zou inhouden dat alles wat niet expliciet door het Codex-reglement is goedgekeurd automatisch verboden is. Echter, Codex normen zijn geen wetten maar voornamelijk niet wettelijk geldende handelsnormen waar internationaal consensus over bestaat en die daarom erkend zijn door de Wereldhandelsorganisatie. De Codexregels worden alleen toegepast wanneer landen een conflict hebben dat ze binnen het kader van de Wereldhandelsorganisatie wensen uit te vechten. Codex normen worden soms overgenomen door landen wanneer nationale wetgeving met betrekking tot voedselveiligheid ontbreekt of wanneer landen zelf geen mogelijkheden hebben een eigen beleid te ontwikkelen. Een wettelijke status volgt pas indien landen de Codex normen in hun eigen wetgeving opnemen. De Codex Alimentarius is dus geen hogere autoriteit die deze normen zonder inspraak oplegt.
In Europa zijn de Europese richtlijnen en verordeningen (en de implementatie daarvan door de lidstaten in nationale wetgeving) bepalend voor wat er wel en niet mag op het gebied van voedsel en voedselveiligheid. Vaak komen deze richtlijnen overeen met de Codex-normen, soms ook niet.
In de Europese Unie zijn voedingssupplementen die vitaminen en mineralen bevatten sinds 2002 onderworpen aan een Europese Richtlijn. In tegenstelling tot de Codex Alimentarius betreft dit wel wetgeving die nageleefd moet worden en die los van de Codex Alimentarius tot stand is gekomen. De Richtlijn omvat onder meer een positieve lijst van vitaminen- en mineraalverbindingen die in voedingssupplementen gebruikt mogen worden omdat de veiligheid ervan ondubbelzinnig is vastgesteld. Het ligt in de bedoeling de richtlijn uit te breiden met andere nutriënten die in voedingssupplementen voorkomen. Ook worden er binnenkort maximale doseringen vastgesteld voor vitaminen en mineralen in voedingssupplementen.

### Algemene teksten
De Codex Alimentarius kent standaarden voor:
- de etikettering van het voedsel (algemene norm, richtlijnen over de voedingswaardedeclaratie, richtlijnen over de eisen van etikettering)
- additieven voor levensmiddelen (algemene norm over toegestaan gebruik, specificaties voor de chemische substanties in voedselproducten)
  - CAC/GL 36-1989[5] kent nummers toe die onder andere gebruikt worden voor E-nummers
- verontreinigende, infectieve stoffen in voedsel (algemene norm, tolerantie voor specifieke verontreinigende stoffen met inbegrip van radionucleïden (stralingsproducten), aflatoxines en andere mycotoxines)
- pesticiden en veterinaire chemische residuen in voedsel (maximumgrenzen)
- procedures voor risicocalculatie om de veiligheid van voedsel vast te stellen die met behulp van biotechnologie worden geproduceerd (genetisch gemodificeerde planten, genetisch gemodificeerde micro-organismen, allergenen)
- de hygiëne van het voedsel (algemene regels, reglementen omtrent hygiënische praktijk in de specifieke industrieën en voedselverwerkers, richtlijnen voor het gebruik van de gevarenanalyse volgens het Hazard Analysis and Critical Control Point-systeem (HACCP)).
- methodes van proefneming en analyse

### Specifieke normen
Er zijn standaarden voor specifieke producten:
- vleesproducten (vers, bevroren, verwerkt vlees en gevogelte)
- vis en visserijproducten (zeevis, zoetwatervis en aquacultuur)
- melk en zuivelproducten
- dieetvoedsel (met inbegrip van melkpoeder en babyvoeding)
- verse en verwerkte groenten, vruchten, en vruchtensappen
- granen en afgeleide producten, droge peulvruchten
- vetten, oliën en afgeleide producten zoals margarine
- diverse voedingsmiddelen (chocolade, suiker, honing, mineraalwater)
- Vitaminen en mineralen in voedingssupplementen

Deze specifieke normen geven bijvoorbeeld aan hoeveel vet er minimaal of maximaal in een bepaalde kaas mag voorkomen, hoeveel water in gedroogde kokos mag voorkomen en hoeveel sap een limoen minimaal moet bevatten.

## Kritiek

### Invloed van lobbygroepen op de Codex
Hoewel formeel gezien de Codex geen wettelijke status heeft, worden de richtlijnen en adviezen van de Codex Alimentarius echter wel vaak gebruikt bij de vorming van nieuwe wetten. Het is dus erg belangrijk dat de Codex Alimentarius op juiste gegevens wordt samengesteld. Hierover zijn de meningen sterk verdeeld. De tegenstanders vinden dat de commissie te veel luistert naar de politieke en bedrijfsmatige lobby's (zoals van de farmaceutische- en de voedselindustrie) en de vrijheid beperkt van mensen die andere keuzes maken als het om voedsel en supplementen gaat, zoals voorkeur voor biologisch, antroposofisch of anderszins.

### Beperkingen/verbod op voedingsupplementen
Op de 28e bijeenkomst van de Codex Alimentarius Commission (in 2005) zijn de Guidelines for vitamin and mineral food supplements ofwel de Richtlijnen voor vitaminen en mineralen als voedingssupplementen vastgesteld.
Ondanks het feit dat de Codex Alimentarius geen wettelijke status heeft en niets nieuws toevoegt aan de al bestaande EU-wetgeving op dit gebied (EU-richtlijn voor voedingssupplementen), was de inhoud van de drie pagina's tekst van deze richtlijn aanleiding tot onrust bij bepaalde gebruikers en producenten van voedingssupplementen en bij sommige pleitbezorgers van orthomoleculaire geneeskunde, vanwege wat zij noemen "rigoureuze beperkingen op het gebruik van vitaminen en mineralen als voedingssupplementen in dieetvoeding".
In de jaren vóór 2010 gingen e-mails en andere berichten rond waarin gesteld werd dat door de Codex voedingssupplementen vanaf 31 december 2009 verboden zouden worden. Deze berichten zijn niet juist gebleken. De tekst van de Codex Alimentarius heeft niet tot doel om voedingssupplementen te verbieden. De EU heeft eigen regelgeving op dit gebied en daarin mogen voedingssupplementen ook na die datum nog verkocht blijven worden.

### Veiligheidsbenadering
Bescherming van de gezondheid van de consument is een belangrijk doel van de Codex Alimentarius. In de Codex-normen is dat (evenals in de EU-richtlijn voor voedingssupplementen) terug te vinden doordat nutriënten pas toegelaten worden tot de markt na een uitgebreide veiligheidsevaluatie. Volgens de critici schiet dit veiligheidsdenken te ver door en benadert de Codex Alimentarius voedsel en voedingsstoffen alsof het toxische stoffen zijn waar een maximumgrens voor nodig is, gebaseerd op risicocalculaties uit het veld van de toxicologie. Dit is volgens de tegenstanders van de Codex wetenschappelijk onjuist; zij vinden dat voedsel volgens biochemische methodes beoordeeld dienen te worden.